# 쉐도우 (1994년 영화)
쉐도우(The Shadow)는 미국에서 제작된 러셀 멀케이 감독의 1994년 액션, 모험, 판타지, 미스터리 영화이다. 알렉 볼드윈 등이 주연으로 출연하였고 마틴 브레그먼 등이 제작에 참여하였다.

## 출연

### 주연
- 알렉 볼드윈
- 존 론
- 페네로프 앤 밀러

### 조연
- 이안 맥켈런
- 피터 보일
- 조나단 윈터스
- 팀 커리

## 제작진
- 협력프로듀서: 패트리샤 처칠
- 미술: 조셉 C. 네멕 3세
- 의상: 봅 링우드
- 배역: 메리 콜크호운